# Krasnokutsk (huyện)
Huyện Krasnokutsk (tiếng Ukraina: Краснокутський район, chuyển tự: Krasnokutsks’kyi raion) là một huyện của tỉnh Kharkiv thuộc Ukraina. Huyện Krasnokutsk có diện tích 1041 km², dân số theo điều tra dân số ngày 5 tháng 12 năm 2001 là 33122 người với mật độ 32 người/km2. Trung tâm huyện nằm ở Krasnokutsk.